# CPU-Leistungsaufnahme
CPU-Leistungsaufnahme ist die elektrische Leistung, die eine CPU (Central Processing Unit = Hauptprozessor) aufnimmt und in Wärme umwandelt.
Unterschiedliche Prozessor-Typen können bei gleichem Taktsignal einen unterschiedlichen Energieverbrauch aufweisen. Je nach Anwendung, kostengünstig oder energiesparend, fällt die CPU-Leistungsaufnahme bei Designentscheidungen unterschiedlich ins Gewicht.

## Definition
Die pro Zeitspanne aufgenommene Energie ist gleich der abgegebenen Wärmemenge einer CPU (Verlustleistung), da sie die aufgenommene Energie nur in Form von Wärme abzugeben vermag.

## Ursache
CPUs in ihren verschiedenen Erscheinungsformen benötigen eine gewisse Menge an elektrischer Energie. Diese Energie wird durch Wärme, die sowohl durch das Schalten der Elemente selbst (wie zum Beispiel Transistoren oder Vakuumröhren) erzeugt wird, abgegeben, als auch durch Wärme, die durch den reinen Widerstand der elektronischen Schaltungen erzeugt wird. Bei Überlegungen zum CPU-Design spielt Wärmeentwicklung eine wichtige Rolle.

## Vorkommen
Einige CPU-Typen haben einen sehr geringen Energiebedarf. Die CPUs in Herzschrittmachern benötigen beispielsweise nur einige Mikrowatt. Es gibt aber auch Server- und Desktop-CPUs, die aufgrund ihrer höheren Komplexität und ihres höheren Prozessortaktes wesentlich mehr Energie aufnehmen und somit auch mehr Wärme abgeben. Diese Prozessoren haben eine Leistungsaufnahme in der Größenordnung von 100 Watt oder mehr. Die ersten Rechner, die mit Vakuumröhren gebaut wurden, setzten sogar viele Kilowatt elektrischer Leistung in Wärme um.
Üblicherweise benötigen CPUs in Desktop-Computern mehr Leistung als jede andere Komponente (meist zwischen 45 und 130 Watt). Abgesehen von den neueren Hochleistungs-Grafikkarten, die teilweise mit Verlustleistungen bis etwa 365 W Watt, z. B. Geforce GTX 590, aufwarten können (Stand: Januar 2012). Die Entwicklung der Spannungsversorgung von Prozessoren im letzten Jahrzehnt ging vor allem dahin, die Spannung zu reduzieren, da die Verlustleistung quadratisch mit dieser steigt. Durch die Verkleinerung der Strukturen (Leiterbahnen, Transistoren usw.) wird versucht, sparsamere CPUs herzustellen. Bei einigen CPUs wird auch der Takt oder die Spannung gesenkt, wenn der Prozessor nur wenig ausgelastet ist oder sich im Leerlaufprozess befindet. Dennoch hängt der Verbrauch hauptsächlich von der Auslastung ab, insbesondere bei der Verwendung eines Leerlaufprozesses und einer CPU, die den HLT-Befehl (Abkürzung für „halt“) unterstützt. Einen weiteren Einfluss auf die Verlustleistung hat der Befehlssatz einer CPU. So benötigen RISC-Designs meist wesentlich weniger Energie als an Rechenleistung vergleichbare x86-Designs.